# Henri de Rigny

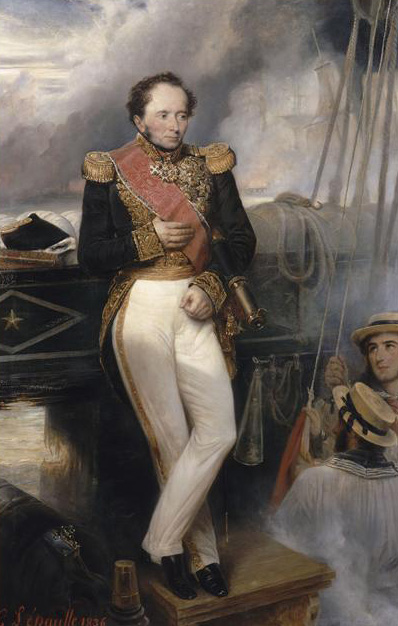
L’amiral de Rigny an Bord der Sirène. Posthumes Porträt von François-Gabriel Lépaulle, 1836.

Marie Henri Daniel Gaulthier, Graf von Rigny (* 2. Februar 1782 in Toul, Frankreich; † 6. November 1835 in Paris) war ein französischer Vizeadmiral, Abgeordneter und Politiker, der in der französischen Restauration und in der Julimonarchie verschiedene Ministerien führte.

## Biografie

### Familie
Henri de Rigny war der Sohn eines ehemaligen Hauptmanns des Penthièvre-Dragons-Regiments, Jean-François Gaulthier de Rigny und der Perpétue Louis, Schwester von Joseph-Dominique Baron Louis (1755–1837), der während der beiden Restaurationen und in der Julimonarchie mehrmals als Finanzminister amtierte.
Der Vater zog sich sehr früh aus dem Dienst zurück, starb kurz darauf und hinterließ eine Tochter und fünf Söhne, darunter den späteren General Alexandre Gaulthier de Rigny (1790–1873).
Als Mitglied des Adels war er durch die Französische Revolution gezwungen, die Schule von Pont-à-Mousson, die er nach dem Tod seines Vaters besuchte, zu verlassen. Da seine verwitwete Mutter auf ihre Auswanderung wartete, nahm eine Tante Rigny und seine Geschwister auf. Die Erziehung Rignys und seiner jüngeren Brüder übernahm hauptsächlich die ältere Schwester.

### Eintritt in die Marine
Ein ausgeprägtes Interesse und der letzte Wille seines Vaters veranlassten Henri de Rigny, in den Dienst der französischen Marine einzutreten. Nach einem mehrmonatigen Aufenthalt in Brest, wo er seine Schulausbildung beendete, begann er 1798 unter dem Befehl von Admiral Bruix als Offiziersanwärter (Aspirant de seconde classe) seine Laufbahn. 1799 wurde er zum Aspirant Erster Klasse ernannt und auf die La Fraternité kommandiert.
Rigny nahm in der Folge an der Blockade von Porto-Ferrajo und 1801 der Schlacht von Algésiras teil. Er machte den Feldzug in Ägypten und die Expeditionen nach Santo Domingo, Korsika und Spanien mit. 1803 wurde er zum Fähnrich ernannt und in das Lager von Boulogne (Camp de Boulogne) zu Napoleon befohlen. Hier erhielt er das Kommando über die Korvette La Triomphante. Auf die Frage Napoleons, ob es ratsam sei, alle Schiffe der Flottille, die in England landen sollten, aufs Meer hinauszubringen, gab der junge Seemann dem Kaiser eine ebenso klare wie prägnante Antwort.

### Feldzüge an Land

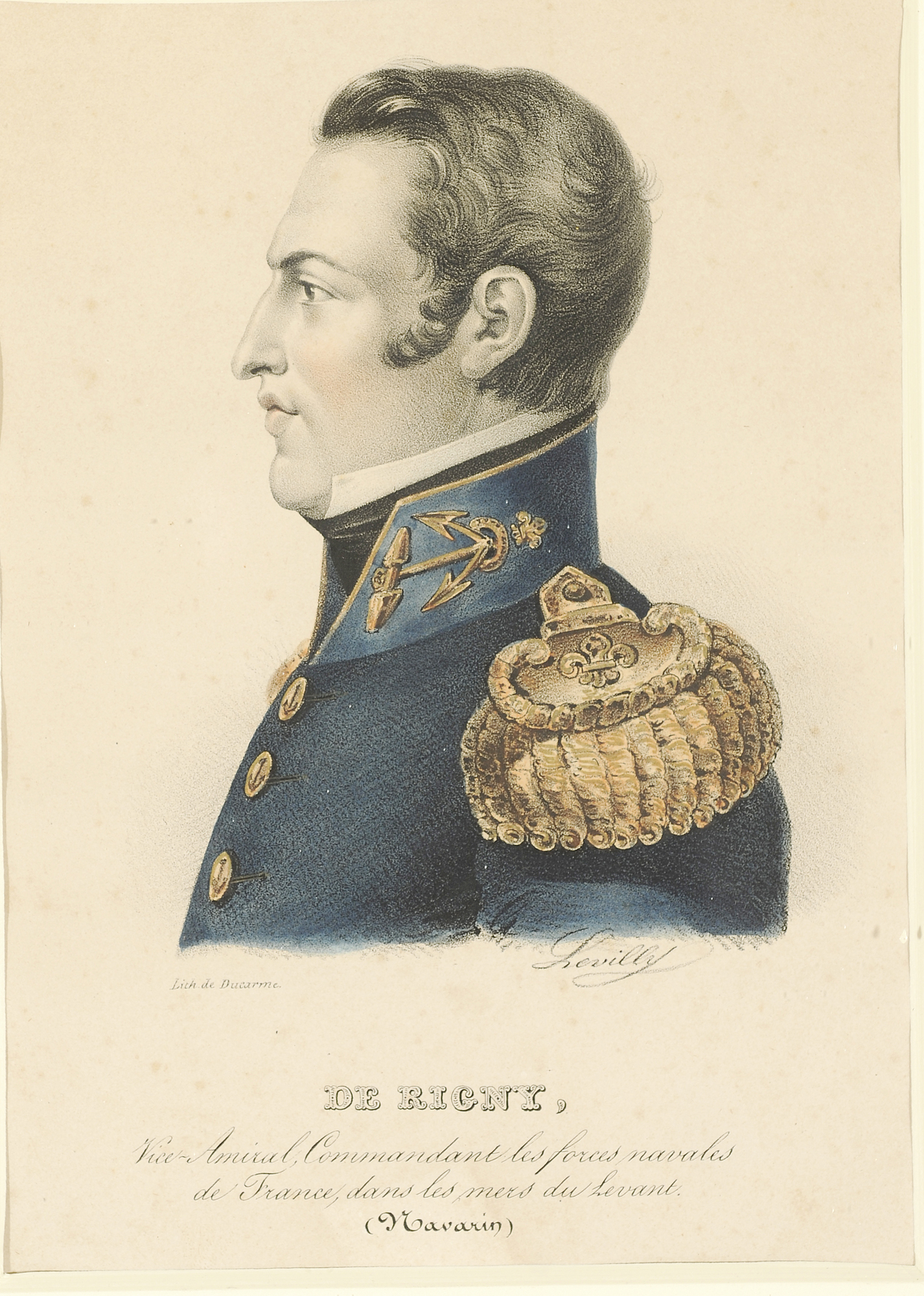
Henri de Rigny als Vizeadmiral und Kommandeur der französischen Marinestreitkräfte in der Levante. Lithographie von Philias Salvator Levilly.

Rigny wurde 1806 und 1807 zusammen mit seinen Matrosen in die Garde impériale eingegliedert und war in diesen beiden Jahren Teilnehmer der Feldzüge in Preußen, Polen und Pommern. Er nahm an den Schlachten bei Jena, Pultusk, und bei den Belagerungen von Stralsund und Graudenz teil, wo er eine schwere Verwundung erlitt. 1808 trat er in die spanische Armee über und wurde Adjutant von Marschall Bessières. Er zeichnete sich in der Schlacht von Medina de Rioseco aus und wurde in der Schlacht von Somosierra erneut verwundet. Anschließend war er 1809 an der Einnahme von Madrid beteiligt und Teilnehmer der Schlacht bei Wagram.
Im selben Jahr wurde Rigny zum Leutnant befördert, war 1811 Kapitän einer Fregatte und erhielt den Befehl, gegen die britische Flotte, die Cherbourg und Le Havre blockierte, vorzugehen. Im Januar 1814 wurde er erneut verwundet, als er das von den Briten besetzte und von zwei Batterien verteidigte Dorf Borsele in Holland einnahm.

### Dienst während der Restauration und in der Levante
Henri de Rigny wurde 1816 in den Rang eines Kapitäns erhoben. Am 27. Januar 1823 übernahm er das Kommando über das französische Geschwader in der Levante, das er im Mai 1824 aus gesundheitlichen Gründen kurzzeitig verließ und am 18. April 1825 wieder übernahm. Ihm oblag insbesondere der Kampf gegen die türkische und griechische Piraterie, die sich während des griechischen Unabhängigkeitskrieges entwickelt hatte, sowie eine Vermittlerrolle bei den Verhandlungen zwischen den Kriegsparteien, darunter auch während der Übergabe der Akropolis von Athen im Juni 1827.

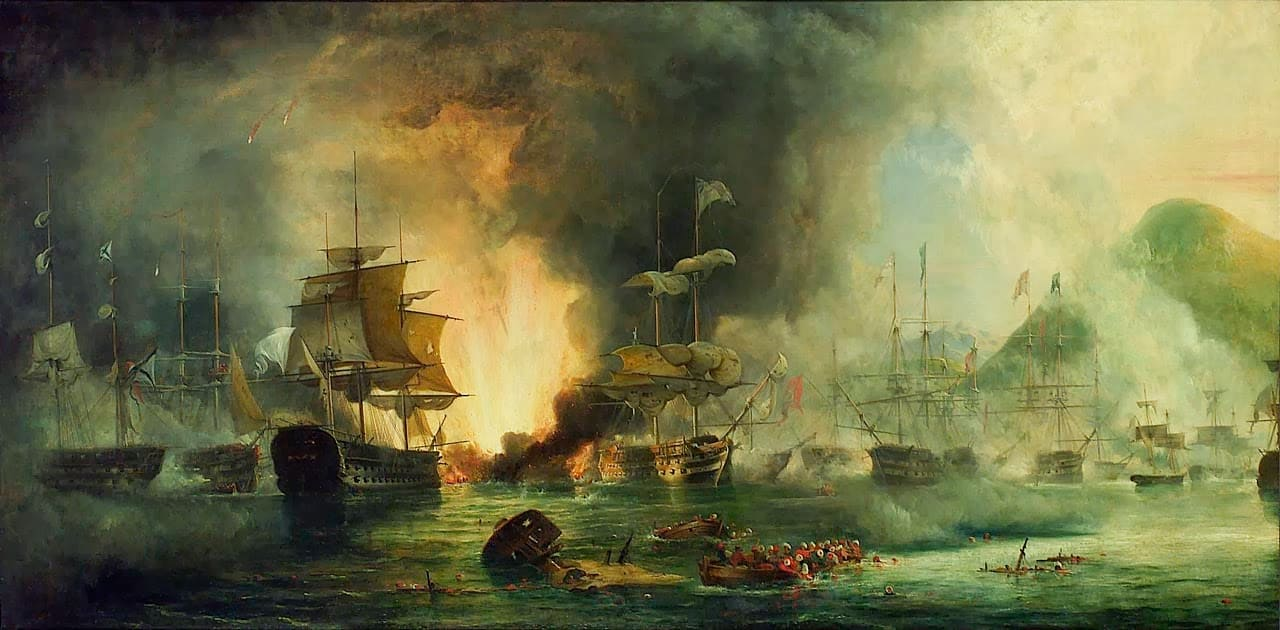
Die Seeschlacht von Navarino (20. Oktober 1827) in der Bucht von Navarino bei Pylos in Griechenland.

Am 22. Mai 1825 zum Konteradmiral ernannt, beteiligte sich Rigny 1827 an den gemeinsamen Operationen Frankreichs, des Russischen Reiches und des Vereinigten Königreichs, die im Londoner Vertrag beschlossen wurden, um dem Konflikt ein Ende zu setzen. So befehligte er die französische Einheiten an Bord seines Flaggschiffs La Sirène in der Schlacht von Navarino am 20. Oktober 1827, einem bedeutenden Sieg für die französische Flotte (unter dem Kommando von Rigny), den russischen Verband (unter dem Kommando von Admiral Lodewijk van Heiden) und die britischen Schiffen (unter dem Kommando von Admiral Edward Codrington) gegen die türkisch-ägyptische Flotte von Ibrahim Pascha. Rigny erhielt hierfür das Großkreuz des Bath-Ordens, den Alexander-Newski-Ordens und den Rang eines Vizeadmirals. Ein Denkmal in Form eines Obelisken, der dem Sieg der drei Flotten gewidmet ist, wurde 1930 auf dem zentralen Platz der Stadt Pylos errichtet.

### Rückkehr nach Frankreich

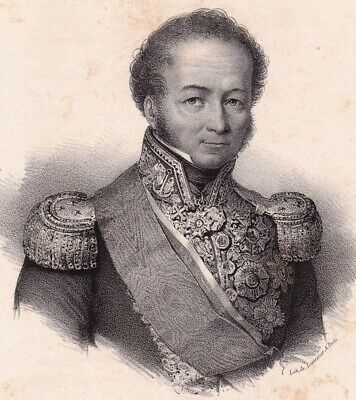
Henri de Rigny. Lithographie von Antoine Maurin, 1835.

1829 erfolgte unter Rignys Leitung der Abzug der französischen Truppen von der Morea-Expedition und deren Rückkehr nach Frankreich. Er erhielt aus diesem Anlass von König Karl X. den Grafentitel und amtierte kurzzeitig als Seepräfekt von Toulon. Nach anfänglicher Ablehnung übernahm er dann ab dem 8. August 1829 das Amt des Marineministers im Kabinett von Jules de Polignac, das er allerdings bereits am 23. August an Charles Lemercier de Longpré, Baron d’Haussez abgab, um eine Mission in der Levante zu kommandieren.
Als er 1830 aus gesundheitlichen Gründen nach Toulon zurückkehrte, amtierte er in der Folge in verschiedenen Funktionen, so etwa in der Provisorischen Regierung erneut vom 31. Juli bis zum 11. August 1830 als Marineminister und ab September im Admiralitätsrat. Weiterhin wurde er zum Großoffizier der Ehrenlegion ernannt und erhielt das Großkreuz am 12. August 1832.
1831 wurde Rigny dann durch eine Doppelwahl in die französische Abgeordnetenkammer berufen, deren Mitglied er bis zu seinem Tod als Abgeordneter für die Départements Moselle und für Pas-de-Calais blieb. Am 3. März desselben Jahres amtierte er im Kabinett Casimir Pierre Périer erneut als Marineminister, was er bis zum 4. April 1834 fortführte, um an diesem Tag die Leitung des Außenministeriums im Kabinett Nicolas Jean-de-Dieu Soult zu übernehmen. Das Amt gab er vom 10. bis zum 18. November 1834 an Charles-Joseph Bresson, trat diese Dienststellung aber dann erneut an.
Mit dem Ende der Regierung am 12. März 1835 gab Rigny dieses Amt auf, blieb aber in der neuen Regierung unter Victor de Broglie noch bis zum 30. April übergangsweise Kriegsminister. Im August nahm er noch eine weitere Marinemission nach Neapel an. Rigny kehrte Ende Oktober bereits gesundheitlich angeschlagen zurück. In der Nacht vom 6. auf den 7. November 1835 erlag er einem Herzleiden. Er ist auf dem Friedhof Père-Lachaise 15 (36. Division) begraben. Anschließend wurde sein Leichnam auf den Friedhof von Montmartre (4. Division) umgebettet, wo er jetzt ruht.

## Familie und Nachkommen

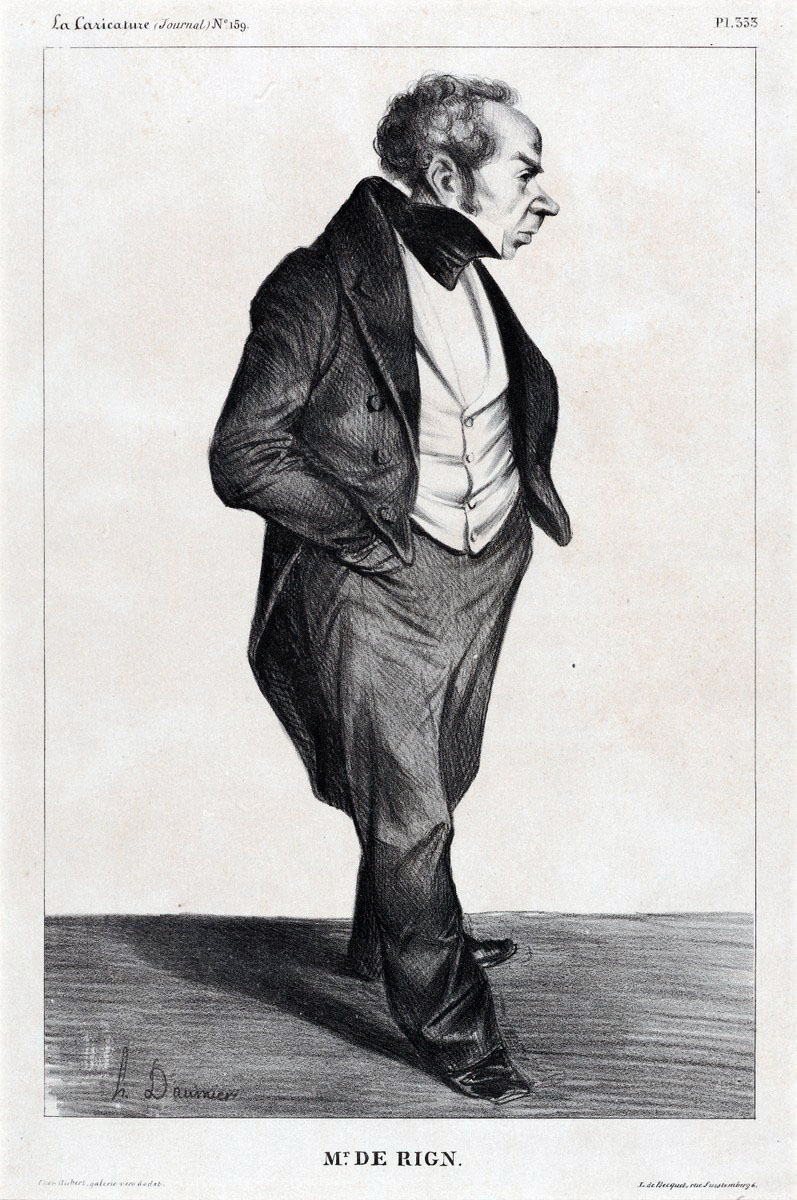
Karikatur Rignys von Honoré Daumier, 1833.

Rigny heiratete am 17. September 1834 Adèle Narcisse Defontaine (1803–1875), die Witwe des wohlhabenden belgischen Unternehmers Florent François Daniel Honnorez (1780–1830). Mit ihrem ersten Mann hatte sie drei Töchter, darunter Élise Françoise Joséphine Honnorez (1824–1876), durch ihre Heirat am 5. September 1842 mit Louis Arrighi de Casanova spätere Herzogin von Padua, und Léonie Marie Isidore Désirée Sidonie Honnorez (1829–1892), später durch ihre Heirat am 2. August 1847 mit Auguste de Talhouët-Roy Marquise de Talhouët.
Drei Monate nach Rignys Tod gebar seine Witwe am 7. Februar 1836 in Paris eine Tochter namens Marie Amélie Louise Philippine Gaultier de Rigny. Sie heiratete erstmals am 9. April 1856 Charles Léon Léonor Henri de Galard de Brassac, Graf von Béarn, Sohn von Louis Hector de Galard de Brassac, Graf von Béarn, und Coralie Constance Eléonore Le Marois. Nach dessen Tod heiratete sie am 1. August 1866 Pierre Paul Posuel, Baron de Verneaux, Sohn von Pierre Amédée Posuel, Vicomte von Verneaux, und Claudine Mélanie Bignon. Marie Amélie Louise Philippine Gaultier de Rigny starb am 6. Juli 1868.